# 生瀬皇太神社
生瀬皇太神社（なまぜこうたいじんじゃ）は兵庫県西宮市塩瀬町生瀬にある神社である。例祭にはだんじり祭が行われる。

## 祭神
天照大御神を主祭神に、愛宕大神、春日大神、八幡大神を配祀する。 

## 歴史
寛元元年（1243年）の創立と伝えられる。
文明5年（1473年）兵火にあうが、天文16年（1547年）、細川時元により再建される。 
天正年間（16世紀末）には羽柴秀吉の別所長治攻めにより再び焼失するも、寛永3年（1626年）に再建された。大正以前は「皇太神社」と称したが、昭和2年（1927年）に現社名へ改称した。

## 祭事・年中行事
- 3月22日：春祭り
- 7月22日：夏祭り
- 10月22日：秋祭り

## 交通
- JR福知山線生瀬駅から徒歩3分